# My! My! Time Flies!
My! My! Time Flies! é um single da cantora Enya, lançado em 2009 pela Warner Music.